# The NeverEnding Story (pjesma)
"The NeverEnding Story" ("L'histoire sans fin" u francuskoj inačici) je naslovna pjesma istoimenog filma The NeverEnding Story iz 1984. godine. Englesku inačicu pjesme otpjevao je Limahl zajedno s Beth Anderson; dok je francusku verziju pjesme Limahl otpjevao s Ann Calvert. Pjesma je postigla uspjeh u dosta država, dostižući No. 1 u Norveškoj i Švedskoj, No. 2 u Austriji, Njemačkoj i Italiji, No. 4 u Ujedinjenom Kraljevstvu i No. 6 na US Billboard ljestvici.

## Originalna inačica

### Pozadina
Pjesmu ju uglazbio Giorgio Moroder na tekst Keitha Forseya, iako sama pjesma kao i elektronski pop elementi se nisu mogli čuti u njemačkoj verziji filma.
Beth Anderson je otpjevala svoj tekst u SAD-u odvojeno od Limahlovog. Anderson does not appear in the music video; frequent Limahl backup singer Mandy Newton lip syncs Anderson's lyrics.
Značajno je naglasiti da u istoimenom filmu, pjesma nema niti naglašeni početak, niti kraj. Iako kod većine pjesama zvuk se na kraju pjesme stišava/blijedi (eng. fade out), u NeverEnding Story ne da se smanjuje već se naprotiv pojačava čineći je na taj način "never ending" (hr. nikad završenom).

## Obrade
Englesku inačicu pjesme obradili su: The Birthday Massacre, Creamy, Dragonland, Miu Sakamoto i New Found Glory. Talijanski DJ Mauro Farina poznat kao DJ Speedo i DJ AC-DC napravio je remix pjesme sa 175 otkucaja u minuti i objavio ga na happy hardcore kompilacijskom albumu Speed SFX  2003.Danski pop duet Creamy napravio je 2005. dance obradu za njihov album Dancemania Covers 01.
U filmu The NeverEnding Story II. pjesma se mogla čuti na kraju filma. Izveo ju je Joe Milner i njom je dominirala gitara. Njemački techno sastav Scooter napravio je cover ove pjesme 2007. na albumu Jumping All Over the World.

## Popis inačica
7" singl
1. "The NeverEnding Story"
2. "Ivory Tower"  Giorgio Moroder

7" singl
1. "The NeverEnding Story" (club mix) - 6:09
2. "The NeverEnding Story" (instrumentalna verzija) - 5:28

12" maxi
1. "The NeverEnding Story" (12" mix) - 5:17
2. "The NeverEnding Story" (7" mix) - 3:30
3. "Ivory Tower" (12" mix) (Instrumentalna verzija)  Giorgio Moroder - 5:54

iTunes singl
1. "The NeverEnding Story" (12" mix) - 5:20
2. "The NeverEnding Story" (Giorgio 7" mix) - 3:31
3. "The NeverEnding Story" (Rusty 7" mix) - 3:54
4. "The NeverEnding Story" (12" dance mix) - 6:08
5. "The NeverEnding Story" (12" dub mix) - 5:27
6. "Ivory Tower"  Giorgio Moroder - 3:08
7. "Ivory Tower" (12" mix)  Giorgio Moroder - 5:55

## Službeni mixevi
- "The NeverEnding Story" (7" Mix) - 3:30
- "The NeverEnding Story" (12" Mix) - 5:17
- "The NeverEnding Story" (Club Mix) - 6:09
- "The NeverEnding Story" (Extended Mix) - 8:14
- "The NeverEnding Story" (Instrumentalna verzija) - 5:28